# Эйнштейний
| 99      | Эйнштейний |
| Es(252) |            |
| 5f117s2 |            |

Эйнште́йний (химический символ — Es) — химический элемент с атомным номером 99. Является элементом с самым большим атомным номером, который был получен в весовых количествах. Ежегодно производится несколько миллиграммов эйнштейния.
Простое вещество эйнштейний — это радиоактивный трансурановый металл серебристого цвета. Относится к семейству актиноидов.

## История
Эйнштейний был открыт в декабре 1952 года в радиоактивных осадках, оставшихся после испытания «Иви Майк». Элемент назван в честь Альберта Эйнштейна.
В 1961 году был получен первый макроскопический образец эйнштейния массой 0,01 мкг.

## Получение
Эйнштейний-247 получается с помощью бомбардировки америция-241 ионами углерода, а также урана-238 ионами азота.
Эйнштейний-248 можно получить путём бомбардировки калифорния-249 ионами дейтерия.
Изотопы с атомными номерами от 249 до 252 синтезируются с помощью облучения берклия-249 альфа-частицами.
Эйнштейний-253 получается бомбардировкой мишени из калифорния-252 тепловыми нейтронами.

## Физические и химические свойства
В соединениях эйнштейний проявляет степени окисления +2 и +3. Примером может служить его иодид с химической формулой EsI3 (твёрдое вещество янтарного цвета).
В обычном водном растворе эйнштейний существует в наиболее устойчивой форме в виде ионов Es3+ (даёт зелёную окраску). Галогениды со степенью окисления +2 можно получить восстановлением соответствующего галогенида со степенью окисления +3 водородом. Оксигалогениды эйнштейния могут быть получены нагреванием трёхвалентного галогенида со смесью паров воды и соответствующего галогеноводорода.
Эйнштейний — металл серебристого цвета; образует кристаллы кубической сингонии (гранецентрированная решётка), пространственная группа Fm3m, параметры ячейки a = 0,575 нм, в отличие от более лёгких актиноидов (Am, Cm, Bk, Cf), которые кристаллизуются в гексагональной структуре. Плотность эйнштейния при комнатной температуре 8,84 г/см3, близка к плотности его гомолога в группе лантаноидов — гольмия (8,79 г/см3) и почти вдвое меньше плотности соседнего по группе актиноидов элемента — калифорния (15,1 г/см3). Эйнштейний — мягкий металл, его объёмный модуль упругости составляет 15 МПа — одно из самых низких значений среди нещелочных металлов. Температура плавления — 860 °C. Характеризуется относительно высокой летучестью. Парамагнитен.
Может быть получен путём восстановления EsF3 литием.
Синтезированы и изучены многие твёрдые соединения эйнштейния, такие как Es2O3, EsCl3, EsOCl, EsBr2, EsBr3, EsI2 и EsI3.

## Изотопы
Всего известно 19 изотопов и 3 изомера с массовыми числами от 243 до 256. Самый долгоживущий из изотопов 252Es имеет период полураспада 471,7 сут. Однако более распространён изотоп 253Es с периодом полураспада около 20 суток из-за большей лёгкости получения. Однако он испытывает быстрый альфа-распад с образованием берклия-249, а этот изотоп, в свою очередь, превращается в калифорний-249. Скорость распада составляет около 3 % вещества в день. Из-за сильной радиоактивности изотопа его кристаллическая решётка быстро разрушается с выделением тепла и гамма- и рентгеновских лучей. Всё это затрудняет изучение химических свойств эйнштейния.

## Применение
Используется для получения менделевия при бомбардировке в циклотроне ядрами гелия.
Эйнштейний-254 был использован при попытке получения элемента унуненния (атомный номер 119) путём бомбардировки мишени из этого изотопа ионами кальция-48, но ни один атом нового элемента не был обнаружен.
Также этот изотоп использовался в качестве калибровочного маркера в спектрометре для химического анализа лунной поверхности у места посадки зонда «Сервейер-5».

## Безопасность
При введении крысам только 0,01 % эйнштейния попадает в кровоток, оттуда около 65 % вещества попадает в кости, 25 % — в лёгкие, 0,035 % — в яички, или 0,01 % — в яичники. Распределение эйнштейния по поверхности костей аналогично таковому у плутония. В костях крыс эйнштейний должен оставаться около 50 лет, а в лёгких — около 20, но это не имеет значения из-за короткого периода полураспада элемента, а также из-за короткой продолжительности жизни крыс.